# Peltula clavata
Peltula clavata är en lavart som först beskrevs av Kremp., och fick sitt nu gällande namn av Wetmore. Peltula clavata ingår i släktet Peltula och familjen Peltulaceae.   Inga underarter finns listade i Catalogue of Life.